# Sean Parnell
Sean R. Parnell (født 19. november 1962) er en amerikansk politiker og var den 10. guvernør i den amerikanske delstat Alaska fra 2009-14. Han er medlem af det Republikanske parti.
Han var viceguvernør i Alaska fra 2006 til 2009 under Sarah Palin. 23. juli 2009 overtog Parnell embedet som guvernør efter Palin. I 2010 vandt han guvernørvalget i staten.
Sean Parnell er gift og har 2 børn.